# Circle Takes the Square
Circle Takes the Square to zespół screamo z Savannah, USA. Założony na początku 2000, pierwotnie istniał w czteroosobowym składzie (przez krótki okres do zespołu należał wokalista Robbie Rose, lecz odszedł już jesienią 2000), jednak po wydaniu splitu z pg. 99 grupę opuścił gitarzysta Collin Kelly. Pod koniec 2004 zastąpił go Bobby Scandiffio. Odszedł on z zespołu w 2006, a na jego miejscu pojawił się David Rabitor. Największe zmiany w składzie nastąpiły po odejściu perkusisty Jaya Wynne w 2005. Kolejno zastępowali go Christian Billuga i Josh Ortega. Pod koniec kwietnia 2007 Caleb Collins (członek kanadyjskiej grupy Mare) ogłosił na MySpace, że przeprowadza się do USA, aby dołączyć do zespołu.
Styl grupy charakteryzuje się krzyczanym wokalem, zarówno męskim jak i żeńskim, które często tworzą ze sobą rodzaj dialogu, a także chaotyczną grą perkusji oraz wysoce technicznymi partiami gitary i basu. Również duże zróżnicowanie struktur piosenek pomogło grupie wypracować swój własny styl. Utwory często są określane jako epickie ze względu na ich długość (najdłuższy trwa 9 i pół minuty), a także częste zmiany tempa i dynamiki.
Członkowie zespołu są wegetarianami. Zostali nominowani na stronie peta2.com do tytułu najseksowniejszych wegetarian 2006 roku.

## Członkowie zespołu
- Drew Speziale - wokal, gitara
- Kathy Coppola - wokal, bass
- David Rabitor - gitara, wokal
- Caleb Collins - perkusja

### Byli członkowie
- Jay Wynne - perkusja (2000 - 2005)
- Collin Kelly - gitara (2000 - 2002)
- Bobby Scandiffio - gitara (2004 - 2006)
- Josh Ortega - perkusja (2006)
- Christian Billuga - perkusja (2005)
- Robbie Rose - wokal (2000)

## Dyskografia
- Circle Takes the Square CD-EP (2001) - wydane przez zespół/HyperRealist Records
- Document # 13: Pyramids in Cloth split 7” z pg.99 (sierpień 2002) - Perpetual Motion Machine
- As the Roots Undo CD/LP (6 stycznia 2004) - Robotic Empire / HyperRealist Records
- Decompositions, Volume I, Chapter 1: Rites of Initiation (Sierpień 23, 2011)